# Arapaçu-escamado-do-sul
Trepa-troncos-escamoso-do-sul ou arapaçu-escamoso-do-sul (Lepidocolaptes falcinellus) é uma espécie de ave da família Dendrocolaptidae.
Pode ser encontrada nos seguintes países: Argentina, Brasil e Paraguai.
Os seus habitats naturais são: florestas subtropicais ou tropicais úmidas de alta e baixa altitude